# 바오터우시
바오터우(포두)(몽골어: ᠪᠤᠭᠤᠲᠤ ᠬᠣᠲᠠ(Buɣutu qota), Бугат(보가트, 보같),중국어: 包头, 병음: Bāotóu )는 내몽골 자치구에서 가장 큰 도시이다. 몽골어로는 "사슴이 뛰노는 장소(包克圖포극도)"에서 유래되었다. 중세 중국어에서는 "사슴 도시(녹성)"(중국어: 鹿城, 병음: Lùchéng)였다. 황하의 북동쪽에 위치하며 시의 북쪽은 몽골에 접해 있다.

## 역사
현재의 바오터우로 불리는 지역은 고대부터 유목민들이 이주하여 살았다. 한나라 말엽에 중국에서 가장 무용이 뛰어난 장수이나 신망이 없는 장수로 성장한 여포가 이곳에서 태어났다. 성도 후허하오터와 비교해서 바오터우는 상대적으로 늦게 건설된 도시로 1809년에 마을이 세워졌다. 도시 부지는 황하가 크게 구부러지는 경작이 가능한 지역이었기 때문에 선택되었다.
베이징으로부터의 철도가 1931년에 부설되었고 도시는 공업 부지로 성장하기 시작했다. 1934년에 독일-중국 합작 회사가 바오터우 공항을 건설했고 매주 바오터우와 닝샤, 란저우를 운항하는 노선이 개설되었다.
1949년 9월 19일에 바오터우는 공산주의자들의 통치 하에 들어갔다. 인민 정부는 1950년 2월에 형성되었다. 공산주의자들이 지배하기 시작한 초기부터 바오터우는 공업 중심지 역할을 하였고 도시 경제의 중요 부분은 철강 생산으로부터 왔으며 그 명성은 오늘날까지 계속되고 있다.

## 교통
- 바오터우는 바오란 철로와 징바오 철로의 종점으로 각각 서쪽으로 란저우, 동쪽으로 베이징으로 향한다. 주요 기차역으로 바오터우 역과 동 바오터우 역이 있다.
- 바오터우 공항에는 베이징, 상하이, 타이위안으로 가는 정기 항공편이 있다.
- 도시는 허바오 고속도로에 의해 성도 후허하오터와 연결된다.
- 중국 210번 국도

## 행정 구역
6개 시할구, 1개 현, 2개 기가 위치해 있다.
| #                     | 구역명                | 간자                | 면적(km2) | 인구    | 바오터우 시 현급구역도 |
| --------------------- | --------------------- | ------------------- | --------- | ------- | ---------------------- |
| 시할구                |                       |                     |           |         |                        |
| 1                     | 쿤두룬 구             | 昆都仑区            | 103       | 572,007 |                        |
| 2                     | 칭산 구               | 青山区              | 67        | 411,370 |                        |
| 3                     | 둥허 구               | 东河区              | 85        | 459,122 |                        |
| 4                     | 주위안 구             | 九原区              | 1,700     | 281,942 |                        |
| 5                     | 스과이 구             | 石拐区              | 619       | 57,162  |                        |
| 6                     | 바이윈어보 광구       | 白云鄂博矿区        | 303       | 19,891  |                        |
| 현                    |                       |                     |           |         |                        |
| 구양 현               | 구양 현               | 固阳县              | 5,021     | 211,001 |                        |
| 기                    |                       |                     |           |         |                        |
| 투모터 우기           | 투모터 우기           | 土默特右旗          | 2,368     | 352,892 |                        |
| 다얼한마오밍안 연합기 | 다얼한마오밍안 연합기 | 达尔罕茂明安 联合旗 | 17,410    | 113,915 |                        |

## 기후
| Baotou (1971−2000)의 기후 | Baotou (1971−2000)의 기후 | Baotou (1971−2000)의 기후 | Baotou (1971−2000)의 기후 | Baotou (1971−2000)의 기후 | Baotou (1971−2000)의 기후 | Baotou (1971−2000)의 기후 | Baotou (1971−2000)의 기후 | Baotou (1971−2000)의 기후 | Baotou (1971−2000)의 기후 | Baotou (1971−2000)의 기후 | Baotou (1971−2000)의 기후 | Baotou (1971−2000)의 기후 | Baotou (1971−2000)의 기후 |
| 월                        | 1월                       | 2월                       | 3월                       | 4월                       | 5월                       | 6월                       | 7월                       | 8월                       | 9월                       | 10월                      | 11월                      | 12월                      | 연간                      |
| ------------------------- | ------------------------- | ------------------------- | ------------------------- | ------------------------- | ------------------------- | ------------------------- | ------------------------- | ------------------------- | ------------------------- | ------------------------- | ------------------------- | ------------------------- | ------------------------- |
| 역대 최고 기온 °C (°F)    | 7.4 (45.3)                | 15.9 (60.6)               | 20.4 (68.7)               | 34.4 (93.9)               | 35.9 (96.6)               | 36.7 (98.1)               | 39.2 (102.6)              | 37.6 (99.7)               | 35.0 (95.0)               | 27.5 (81.5)               | 19.3 (66.7)               | 10.1 (50.2)               | 39.2 (102.6)              |
| 일평균 최고 기온 °C (°F)  | −4.1 (24.6)               | 0.4 (32.7)                | 7.6 (45.7)                | 16.9 (62.4)               | 23.9 (75.0)               | 28.2 (82.8)               | 29.6 (85.3)               | 27.1 (80.8)               | 22.1 (71.8)               | 14.8 (58.6)               | 5.2 (41.4)                | −2.3 (27.9)               | 14.1 (57.4)               |
| 일일 평균 기온 °C (°F)    | −11.1 (12.0)              | −6.8 (19.8)               | 0.7 (33.3)                | 9.5 (49.1)                | 16.7 (62.1)               | 21.4 (70.5)               | 23.2 (73.8)               | 21.0 (69.8)               | 15.0 (59.0)               | 7.3 (45.1)                | −1.8 (28.8)               | −9.0 (15.8)               | 7.2 (44.9)                |
| 일평균 최저 기온 °C (°F)  | −16.8 (1.8)               | −12.7 (9.1)               | −5.6 (21.9)               | 2.0 (35.6)                | 8.7 (47.7)                | 13.6 (56.5)               | 17.1 (62.8)               | 15.3 (59.5)               | 8.7 (47.7)                | 1.3 (34.3)                | −7.2 (19.0)               | −14.3 (6.3)               | 0.8 (33.5)                |
| 역대 최저 기온 °C (°F)    | −31.4 (−24.5)             | −28.8 (−19.8)             | −20.4 (−4.7)              | −10.4 (13.3)              | −3 (27)                   | 3.2 (37.8)                | 10.5 (50.9)               | 4.9 (40.8)                | −2 (28)                   | −11.8 (10.8)              | −20.8 (−5.4)              | −25.6 (−14.1)             | −31.4 (−24.5)             |
| 평균 강수량 mm (인치)     | 2.1 (0.08)                | 3.8 (0.15)                | 8.3 (0.33)                | 8.1 (0.32)                | 17.3 (0.68)               | 28.0 (1.10)               | 81.3 (3.20)               | 87.7 (3.45)               | 38.7 (1.52)               | 17.1 (0.67)               | 3.8 (0.15)                | 1.4 (0.06)                | 297.6 (11.71)             |
| 평균 강수일수 (≥ 0.1 mm)  | 1.4                       | 2.2                       | 2.9                       | 3.0                       | 4.7                       | 7.0                       | 10.5                      | 10.7                      | 6.9                       | 3.8                       | 1.7                       | 1.5                       | 56.3                      |
| 출처: Weather China       |                           |                           |                           |                           |                           |                           |                           |                           |                           |                           |                           |                           |                           |

## 출신 인물
- 여포: 구원구 출신